# 白儲玿
白儲玿（？—1629年），字栗仲，號華池，直隶保定府南和县人。明朝政治人物。

## 生平
万历十九年（1591年）辛卯科順天府乡试舉人，三十二年（1604年）登甲辰科进士，初授西安府推官，再補辰州、登州二郡，有剿番寇及通海運功，擢吏部文选司主事。四十七年任会试同考官，尋升验封司郎中。天启五年二月，再任会试同考试官，尋升太常寺少卿提督四夷馆。六年晉本寺卿管少卿事。七年，因被推宁夏巡撫，忤魏忠賢，矯以負氣偏執落職閑住。尋以三殿功成，准致仕。崇禎即位，起用徵拜總督倉場侍郎，以病不赴，崇祯二年卒於家。